# Margaret Clapp

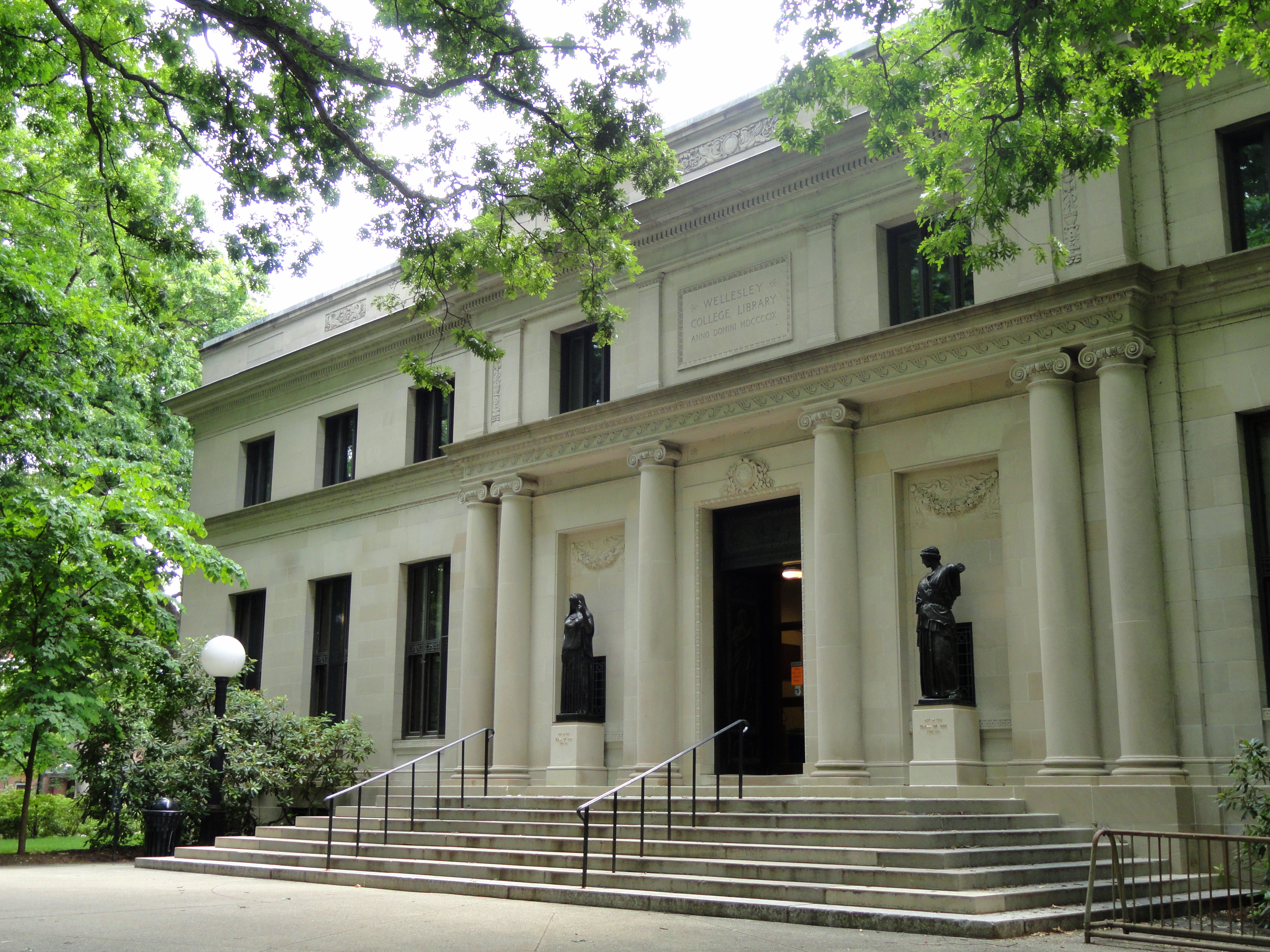
Margaret Clapp Library, Wellesley College

Margaret Antoinette Clapp (* 11. April 1910 in East Orange, New Jersey; † 3. Mai 1974 in Tyringham, Massachusetts) war eine US-amerikanische Pädagogin und Hochschullehrerin. Sie war die 8. Präsidentin des Wellesley College und Pulitzer-Preisträgerin.

## Leben und Werk
Clapp war die Tochter von Alfred Chapin Clapp und Anna (Roth) Clapp und absolvierte 1926 die East Orange High School und 1930 das Wellesley College. Sie unterrichtete zwölf Jahre lang englische Literatur an der Todhunter School for Girls in New York City, während sie an ihrem Master-Abschluss arbeitete, den sie 1937 an der Columbia University erhielt. Während und nach dem Zweiten Weltkrieg unterrichtete sie Geschichte am City College in New York, am Douglass College und an der Columbia University. Von 1947 bis 1949 war sie Assistenzprofessorin für Geschichte am Brooklyn College. Sie promovierte 1946 bei Allan Nevins mit der Dissertation: Forgotten First Citizen: John Bigelow. 1948 erhielt sie für diese Biografie den Pulitzer-Preis.

### Präsidentin des Wellesley College
1949 trat sie die Nachfolge von Mildred McAfee als Präsidentin des Wellesley College an und zu ihrem Amtsantritt waren nur vier weitere Frauen im Land Präsidentinnen der großen Colleges. Sie erweiterte die Einrichtungen und Ressourcen des Wellesley College erheblich. Während ihrer Amtszeit verdreifachte sich die Stiftung und drei neue Schlafsäle, ein Fakultätsclub und ein neuer Bibliothekstrakt wurden dem Campus hinzugefügt. Sie führte eine großzügige Urlaubspolitik ein und erhöhte die Gehälter der Fakultäten um 150 Prozent. Sie war in den 1950er Jahren eine Feministin, die forderte, dass Frauen Karriere machen und dass soziale Programme wie Kindertagesstätten und häusliche Dienste bereitgestellt werden, damit Frauen ihren Beruf mit häuslichen Verpflichtungen verbinden können.
Nach ihrer Pensionierung 1966 war sie Direktorin einer Frauenschule (Lady Doak College) in Madurai, Indien, und nahm 1968 nahm eine Position als Kulturattaché der Vereinigten Staaten in Indien an. Von 1970 bis 1971 war sie Ministerin für öffentliche Angelegenheiten bei der United States Information Agency (USIA). Anfang der 1970er Jahre zog sie sich aus dem öffentlichen Leben zurück und zog nach Tyringham, wo sie 1974 an Krebs starb.

## Anerkennungen
- 1952 wurde sie zum Fellow der American Academy of Arts and Sciences gewählt.
- 1970 erhielt sie die Ehrendoktorwürde am Wellesley College.
- Die Bibliothek am Wellesley College ist ihr zu Ehren benannt.

## Veröffentlichungen (Auswahl)
- 1947: Forgotten first citizen: John Bigelow, ISBN 978-0837100470.
- 1950: The Modern University, 1968, ISBN 978-0208003553.
- 1980: Margaret Clapp's chapel talks: A sampling, Wellesley College.